# The sessions IV
The sessions IV is een livealbum van Tangerine Dream. Voor wat betreft titel is het de opvolger van The sessions I, The sessions II en The sessions III. Opnamen voor dit deel vier vonden plaats tijdens het Øyafestivalen in Oslo op 10 augustus 2018 en het Internet Festival Pisa in het Teatro Giuseppe Verdi op 13 oktober 2018. Ook dit album werd weer opgedragen aan Edgar Froese. 

## Musici
- Thorsten Quaeschning – synthesizers, piano, sequencer
- Ulrich Schnauss – synthesizers, sequencer
- Hoshiko Yamane – elektrische viool, altviool

## Muziek
| Nr. | Titel                                                          | Duur  |
| --- | -------------------------------------------------------------- | ----- |
| 1.  | Sirkus Stage, Oslo: 10:32pm session - Persepsjontransformasjon | 27:27 |
| 2.  | Teatro Verdi, Pisa: 11:27pm session – Four degrees parallax    | 36:42 |